# エヴィスジーンズ
EVISU JAPAN 株式会社（エヴィスジャパン株式会社、EVISU JAPAN LIMITED）は、大阪市にて、山根英彦により創業された、衣料品を製造販売する会社。現在は 滋賀県大津市に本社を置いている。理由は、創業者の山根英彦が非常な釣り好きで、いつでも釣りができるようにと琵琶湖畔に居を移したゆえである。エヴィスジーンズは、独特なペンキステッチのマークとデニム素材の経年変化による色や風合いを特徴とし、日本の高級ジーンズブランドの代表とされた。現在は、香港の企業の傘下となっており、創業家は経営には関わっていない。

## 概要
1991年の創業時はジーンズのみの展開であったが、現在ではスウェットシャツなどのカジュアルウェア全般を手掛ける総合服飾ブランドである。創業者の山根英彦は、大阪の古着店ラ・ピーヌで勤務していた1989年ごろ、輸入品のビンテージジーンズのあまりの高騰により、常連客だった辻田幹晴を誘ってレプリカジーンズの開発を手掛けたのち、退社して1991年に独立、尻ポケットに白いカモメ状のアーチをペイントしたジーンズを売り出した。社名は、Levi'sから頭文字のLを取り、神様の戎とかけて「エヴィス(Evis)」とした(のちEvisu)。山根のジーンズが雑誌で紹介されると月2000本ペースで売れ始め、岡山に自社工場を持つまでに至った。1990年代半ばには海外戦略のためにイギリス人マネージャーらを雇い、デビッド・ベッカムやジェイ・Zなど有名人が着用したことによって世界的に知られるようになった。1997年にはイタリア、中国でライセンス生産を開始、2004年にはパリに、2005年にはロンドンに海外直営店を開いた。

## エヴィスジーンズ
エヴィスジーンズは、「エヴィス」の通称名で知られる。外見上の最大の特徴は、通常は糸で縫われるヒップポケットのステッチをペンキでペイントしていることであり、これは通称カモメマークと呼ばれる。発売当初、ペンキステッチが回転率良いと小売店から希望され、次第にそのペンキステッチこそがブランドの代名詞へとなっていく。カモメマークは、販売を始めた大阪の象徴でもある戎様（えびすさま）に由来し、ペイント、リングステッチ（刺繍）など種類がある。ジーンズには、いくつかのバリエーションがあるが、太めのストレートは、基本的に1960年代のアメリカ製ジーンズの縫製仕様に準じ、経年によりセルビッジ・デニム素材の色調と風合いが変化していくことが特徴とされている。初期のタブは、「EVIS」とされていたが、リーバイス社からの「LEVISと酷似している」との指摘を受け、現在では「EVISU」と綴られている。創業家が経営を退いた後は、ロゴマークを前面に押し出したストリートスタイルを中心とする製品のラインナップが主要となっている。

## 韓国におけるコピーブランド販売問題
韓国では、ウォルビ通商が日本のエヴィスジーンズの偽造商品を大量に製造販売しており、一説には年商50億以上の利益を上げていると言われている。カモメマークやデザインは日本のエヴィスジーンズのコピーであるが、生地の品質は日本のエヴィスジーンズと比較すると粗悪で、タグにはメイドインコリアの記載がある。日本のエヴィスジーンズスタッフによりその粗悪な素材と縫製が確認された。日本のエヴィスジーンズは韓国にライセンスを提供したことはなく明らかなる模倣品である。しかしながら韓国内の顧客の大部分は日本のエヴィスジーンズと同じ商品群として誤認しており、彼らに被害をもたらしているのが現状である。
偽ブランド問題発覚後、韓国側のウォルビ通商は韓国エヴィスのロゴデザインとライセンスをアン・ビョンチャンから提供されたとしたが、ビョンチャンによるとカモメマークは韓国の山からデザインし、恵比寿のデザインは韓国のジンロ焼酎のマークからインスパイアされたと回答している。
韓国エヴィスは韓国国内に60店舗以上を展開、広告宣伝に韓国系アイドルを抜擢し、6か月間の広告モデル契約を結んだ。2009年下半期には東方神起のリーダー「ユンホ」とファッションモデル「キム・ミジョン」を起用して大々的に広告展開を行っている。
2008年11月25日、日本のエヴィスジーンズは、韓国の裁判所において韓国のウォルビ通商を提訴した。それに対し、韓国エヴィスはホームページを通じて「韓国国内で販売されているエヴィス製品は、法的な問題が全くないことをはっきりと明らかにする」と模倣品であることを明確に否定し、日本のエヴィスとメディアに対し法的措置を執ることを明言した。なお、2006年には韓国エヴィスは日本エヴィスとの商標権紛争で勝訴した事がある。これは、日本側のエヴィスジャパン株式会社が韓国で商標登録する前に、ウォルビ通商が先に韓国国内で登録した経緯からである。

## 店舗
エヴィス直営店 - 日本国内3店舗
- 関東地方（東京都2店舗）、近畿地方（大阪府1店舗）